# KNX

A KNX szabvány logója

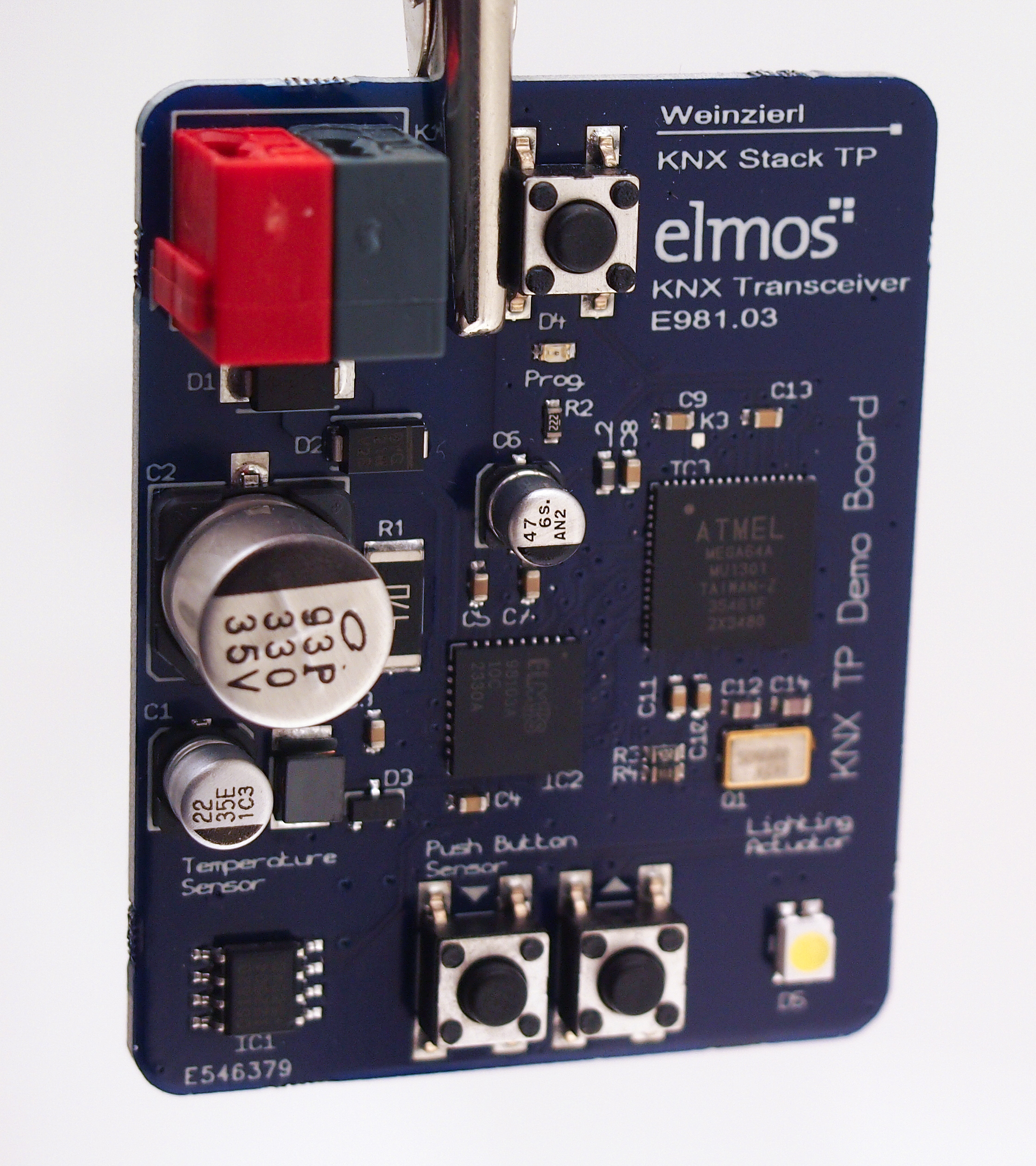
Elmos KNX-Transceiver-Board

A KNX a kereskedelmi és háztartási épületautomatizálás nyílt szabványa (lásd EN 50090, ISO/IEC 14543). A KNX eszközök kezelhetik a világítást, az árnyékolókat és a redőnyöket, a légtechnikát, a biztonsági rendszereket, az energiagazdálkodást, az audio-videó eszközöket, a háztartási eszközöket, a megjelenítőket, a távirányítót stb. A KNX három korábbi szabványból fejlődött ki; a European Home Systems Protocol (EHS)-ból, a BatiBUS-ból és az európai telepítési buszból (EIB vagy Instabus). Használhat csavart érpárt (fa, vonal vagy csillag topológiában), powerline-t, RF vagy IP csatlakozásokat. Ezen a hálózaton az eszközök osztott intelligenciás hálózatot alkotnak, így közvetlen interakcióba tudnak egymással lépni. Ezt szabványosított adatpont-típusokkal és objektumokkal, logikai eszközcsatornákkal valósítják meg.

## KNX szabvány
A KNX szabvány az OSI alapú EIB kommunikációs veremre épült, amelyet a BatiBUS és az EHS fizikai rétegeivel, konfigurációs módjaival és alkalmazási tapasztalataival bővítettek ki.
KNX telepítésekhez számos fizikai kommunikációs médiát használhatnak:
- Sodrott érpárú vezetékezés (az EIB szabványtól örökölt). (A korábban örökölt BatiBUS kommunikációs közeg (TP0) már nem része a KNX specifikációinak.)
- Powerline hálózat (az EIB szabványtól örökölt). (A korábban örökölt EHS kommunikációs közeg (PL132) már nem része a KNX specifikációinak.)
- Rádió (KNX-RF)
- IP (más néven EIBnet/IP vagy KNXnet/IP)

A KNX nem egy adott hardverplatformon alapul, és a hálózatot a 8 bites mikrokontrollertől a PC-ig bármi vezérelheti, az adott épület igényei szerint. A telepítés legáltalánosabb módja a csavart érpárú közeg.
A KNX a következő szervezetek által jóváhagyott szabvány (többek között):
- Nemzetközi szabvány (ISO/IEC 14543-3)
- Európai szabvány (CENELEC EN 50090 és CEN EN 13321-1)
- Amerikai szabvány (ANSI / ASHRAE 135)
- China Guobiao (GB/T 20965)

A szabványt a KNX Association cvba, a belga jog hatálya alá tartozó nonprofit szervezet gondozza, amely 1999-ben alakult. A KNX Szövetségnek 2021. július 1-jén 500 regisztrált hardver- és szoftverszállító tagja volt 45 országból. Partnerségi megállapodást kötött 172 ország 100 000 telepítő cégével és több mint 500 bejegyzett oktatóközponttal. Ez egy jogdíjmentes nyílt szabvány, így a KNX specifikációihoz való hozzáférés korlátlan.

## KNX architektúra[4]
A KNX eszközök általában csavart érpáron keresztül kapcsolódnak egymáshoz, és vezérlővel módosíthatók. A busz vezérlése a hálózaton lévő összes eszköz és rendszer elektromos tápellátásával párhuzamosan történik:
- Az érzékelők (pl. nyomógombok, termosztátok, szélmérők, mozgásérzékelők) információkat gyűjtenek és adattáviratként továbbítják a buszon;
- Az beavatkozók (fényszabályozó egységek, fűtő szelepvezérlők, kijelzők) adattelegramokat kapnak, amelyeket ezután műveletekké alakítanak át; és
- Vezérlők és egyéb logikai funkciók (szobahőmérséklet-szabályozók, redőnyvezérlők és egyéb)
- Rendszereszközök és komponensek (pl. vonalcsatolók, gerinccsatlakozók).

Az eszközök „érzékelőként” vagy „működtetőként” történő besorolása elavult és túlságosan leegyszerűsített. Sok beavatkozó rendelkezik vezérlőfunkciókkal, de érzékelő funkciókkal is (például üzemórák mérése, kapcsolási ciklusok száma, áramerősség, elektromos energiafogyasztás stb.).
Az alkalmazásszoftver a rendszertopológiával és az üzembe helyezési szoftverrel együtt egy rendszerinterfész komponensen keresztül töltődik a készülékekre. A telepített rendszerek LAN-on, pont-pont linkeken vagy telefonhálózatokon keresztül érhetők el a rendszer központi vagy elosztott vezérléséhez számítógépeken, táblagépeken és érintőképernyőkön, valamint okostelefonokon keresztül.

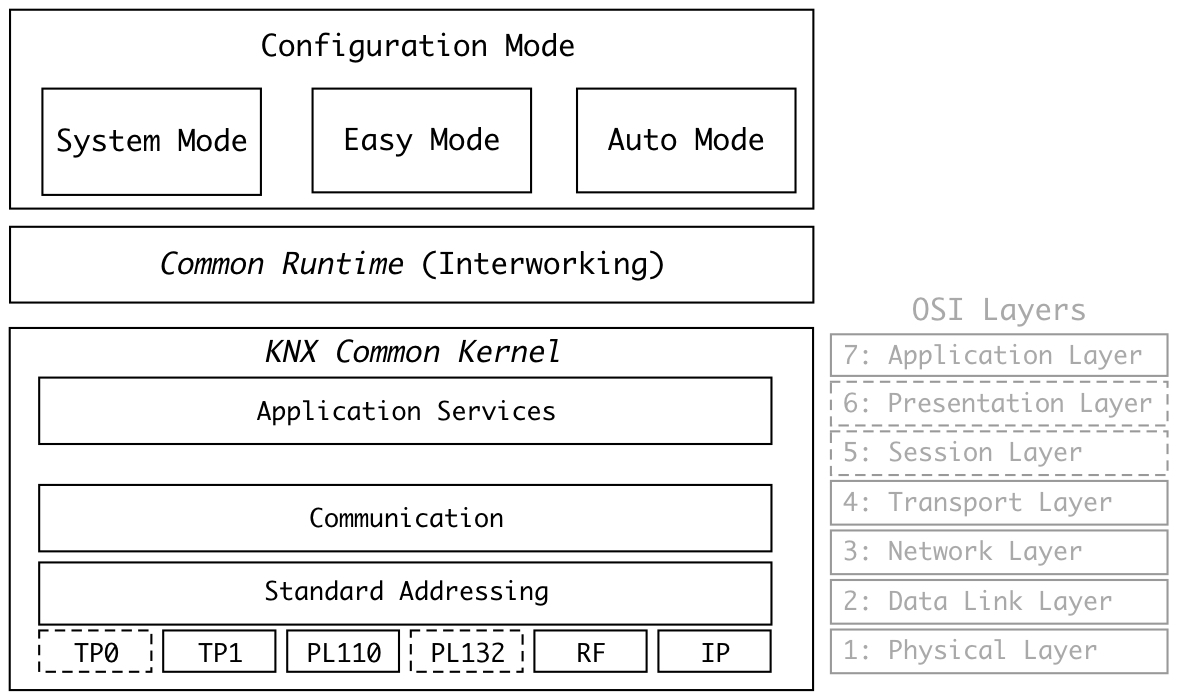
A KNX modell

A KNX architektúra legfontosabb jellemzői a következők:
- Együttműködő és elosztott alkalmazási modellek az épületautomatizálás különféle feladataihoz;
- Sémák a hálózaton lévő erőforrások konfigurálásához és kezeléséhez, valamint lehetővé teszik az elosztott alkalmazások részeinek összekapcsolását különböző csomópontokban;
- Kommunikációs rendszer üzenetprotokollal és a kommunikációs verem modelljeivel minden csomópontban (elosztott alkalmazások fogadására alkalmas (KNX Common Kernel), és
- Modellek ezeknek az elemeknek a megvalósításához, amikor ténylegesen felszerelhető és egy telepítésben összekapcsolható eszközöket fejlesztenek ki.

## Alkalmazások, interworking és binding
A KNX architektúra koncepcióinak központi elemei az adatpontok (bemenetek, kimenetek, paraméterek és diagnosztikai adatok), amelyek a rendszer folyamat- és vezérlési változóit képviselik. Ezekhez az adatpontokhoz szabványosított tárolók a csoportobjektum- és az interfészobjektum-tulajdonságok. A kommunikációs rendszer csökkentett utasításkészletet kínál az adatpontértékek olvasásához és írásához. Az adatpontoknak meg kell felelniük a szabványos adatponttípusoknak, amelyek maguk is funkcionális blokkokba vannak rendezve. Ezek a funkcionális blokkok és adatponttípusok alkalmazásmezőkhöz kapcsolódnak, de néhányuk általánosan használható (például dátum és idő). Az adatpontokhoz unicast vagy multicast mechanizmussal lehet hozzáférni.
Az alkalmazások adatpontjainak hálózaton keresztüli logikai összekapcsolásához a KNX három mögöttes binding sémával rendelkezik: egy szabad, egy strukturált és egy címkézett binding:
- A szabad binding-ban az adatpontok közötti kapcsolatok nincsenek előírva - a szabad címzéssel kombinálva támogatja az egyedi adatpontok szintjén a testreszabott csoportos küldést, és központi szerepet játszik az S-módú konfigurációban (lásd alább);
- A strukturált binding-ban a KNX specifikáció pontos mintát ír elő adatpontok egész halmazának összekapcsolásához, amelyek általában egy funkcionális blokkhoz vagy csatornához tartoznak (a nyomógombos módok ezt a koncepciót követik);
- A címkézett binding-ot is előre strukturálják az alkalmazásmodellek, de a cím számértéke az érték része.

## Közös kernel és üzenet protokoll
A közös kernel a fizikai rétegek és a médium-specifikus adatkapcsolati réteg fölött található, és a KNX hálózat összes eszköze megosztja. Kompatibilis az OSI 7 rétegű modelljével:
- Egy általános adatkapcsolati réteg, amely az egyes médiumok specifikus adatkapcsolati rétegei felett helyezkedik el, biztosítja a hozzáférés-vezérlést és a logikai kapcsolat vezérlését;
- Egy hálózati réteg (az útválasztási funkcióval rendelkező csomópontokhoz) szegmensenként nyugtázott telegramot (frame) biztosít, és vezérli egy keret ugrásszámát ;
- A szállítási réteg négyféle kommunikációt tesz lehetővé: egy-a-többhöz kapcsolat nélküli (multicast), egy-mindenhez kapcsolat nélküli (broadcast), egy-egy kapcsolat nélküli, egy-egy kapcsolat-orientált;
- (Az OSI munkamenet és a prezentáció rétegei üresek); és
- Az alkalmazási réteg szolgáltatások eszközkészletét kínálja az alkalmazási folyamathoz.

## Konfigurációs módok
A telepítést a hálózati topológia szintjén és az egyes csomópontokon vagy eszközökön kell konfigurálni. Az első szint egy előfeltétel vagy „bootstrap” fázis, az elosztott alkalmazások konfigurálása, mint az összerendelés és a paraméterezés, előtt. A konfigurálás az eszközökön végzett helyi tevékenység (például egy gombnyomás) és a buszon keresztüli aktív hálózatkezelési kommunikáció (peer-to-peer vagy centraslizált master-slave) kombinációjával érhető el.
A KNX konfigurációs módja:
- kiválaszt egy bizonyos sémát a konfigurációhoz és a binding-hoz;
- leképezi egy adott címsémára; és
- mindezt az irányítási eljárások és a hozzáillő erőforrás-megvalósítások megválasztásával teszi teljessé.

Egyes módok aktívabb felügyeletet igényelnek a buszon keresztül, míg mások elsősorban a helyi konfigurációra irányulnak. A KNX eszközöknek három kategóriája van:
- A-módú vagy „automatikus üzemmódú” eszközök, amelyek magukat képesek konfigurálni, és amelyeket a végfelhasználó telepíthet;
- E-mode vagy "Easy mode" eszközök, amelyek telepítéséhez alapképzés szükséges: viselkedésük előre programozott, de a konfigurációs paramétereket a felhasználó igényeihez kell igazítani; vagy
- S-mode vagy "System mode" eszközök, amelyekkel kifinomult épületautomatizálási rendszerek hozhatók létre: nincs alapértelmezett viselkedésük, programozásukat és telepítésüket szakembereknek kell elvégezniük.

A KNX magában foglalja a projekttervezési feladatokhoz szükséges eszközöket, mint például egy sor egyedi eszköz összekapcsolása egy működő telepítéssel, valamint a különböző adathordozók és konfigurációs módok integrálása. Ez egy Engineering Tool Software (ETS) szoftvercsomagban testesül meg.

## Eszközök
A KNX telepítés mindig egy sor eszközből áll, amelyek a buszra vagy a hálózatra csatlakoznak. Az eszközmodellek a csomóponti szerepkörök, képességek, felügyeleti szolgáltatások és konfigurációs módok szerint változnak, és mindegyik a profilokban van lefektetve. Vannak általános célú eszközmodellek is, például buszcsatoló egységekhez (BCU) vagy buszinterfész modulokhoz (BIM).
Az eszközök azonosíthatók és utólag elérhetők a hálózaton belül egyéni címük vagy egyedi sorozatszámuk alapján, a konfigurációs módtól függően. (Az egyedi sorozatszámokat a KNX Szövetség tanúsítási osztálya adja ki.) Lekérdezés esetén az eszközök gyártóspecifikus referenciát és funkcionális (gyártó független) információkat is közölhetnek.

## Logikai topológia és egyedi címtér
KNX vezetékes hálózat kialakítható fa, vonal és csillag topológiákkal, amelyek szükség szerint keverhetők; a gyűrűs topológiák nem támogatottak. Nagyméretű telepítéshez fa topológia javasolt.
A KNX legfeljebb 57 375 eszközt tud összekapcsolni 16 bites címekkel.
- A legalacsonyabb nyolc bit legfeljebb 256 címet biztosít egy sorban, amely legfeljebb négy szegmensből állhat, amelyek mindegyikében legfeljebb 64 (TP1-64) vagy legfeljebb 256 (TP1-256) eszköz található. Minden szegmenshez helyi tápegység szükséges, és egy szegmens maximális hossza 1000 m lehet. (A támogatott eszközök tényleges száma a tápellátástól és az egyes eszközök teljesítményterhelésétől függ.) A vonalismétlőkkel összekapcsolt szegmensek 4000 m hosszúságig terjedhetnek, és akár 256 eszközt is összekapcsolhatnak.
- A vonalak egy területté csoportosíthatók, ahol legfeljebb 15 vonal csatlakozik egy fővonalhoz vonalcsatolókon keresztül. A cím következő négy bitje az egyes sorok azonosítására szolgál.
- Egy teljes tartomány 15 gerincvonallal összekapcsolt területtel alakítható ki gerinccsatolókkal, és a címtér felső négy bitje egy területet azonosít. (A vonalismétlők nem használhatók gerinc- vagy fővonalon.)

A csatolóegységek címszűrést tesznek lehetővé, ami a korlátozott buszjelsebesség mellett javítja a teljesítményt. A KNXnet/IP-n alapuló telepítés lehetővé teszi a KNX alhálózatok IP-n keresztüli integrációját, mivel a KNX címszerkezete hasonló az IP-címekhez.

## Fizikai átviteli közeg

### TP 1
A TP1 csavart érpáros busz (az EIB-től örökölt) aszinkron, karakterorientált adatátvitelt és félduplex kétirányú differenciáljelzést biztosít 9600 bit/s jelzési sebességgel. A média hozzáférés vezérlése CSMA/CA -n keresztül történik. Minden busz felhasználónak egyenlő adatátviteli jogai vannak, és az adatok közvetlenül (peer-to-peer) cserélődnek a buszfelhasználók között. A SELV áramellátása ugyanazon az érpáron keresztül történik az alacsony fogyasztású eszközök számára. Egy elavult specifikáció, a TP0, amely lassabb, 4800 bit/s jelzési sebességgel fut, megmaradt a BatiBUS szabványból, de a KNX termékek nem tudnak információt cserélni BatiBUS eszközökkel.

### PL 110
A PL 110 tápvonali átvitel szórt frekvencia váltó kulcsos jelzéssel történik az adatcsomagok aszinkron átvitelével és félduplex kétirányú kommunikációval. 110 kHz-es központi frekvenciát (CENELEC B-sáv) használ, adatátviteli sebessége 1200 bit/s. CSMA-t is használ. A KNX Powerline az intelligens háztartási eszközöket célozta meg, de a piacon elérhető, ezt a technológiát implementáló eszközök száma alacsony volt. Egy alternatív változat, a PL 132 vivőfrekvenciája 132,5 kHz-re összpontosul (CENELEC C-sáv).

### RF
Az RF lehetővé teszi a kommunikációt a 868,3 MHz-es sávban a manchesteri adatkódolású frekvencia váltó kulcsok használatával.

### IP
A KNXnet/IP port 3671 integrációs megoldásokat kínál az IP -kompatibilis adathordozókhoz, mint például az Ethernet (IEEE 802.2), Bluetooth, WiFi/Wireless LAN (IEEE 802.11), FireWire (IEEE 1394) stb.

## Frame (távirat) áttekintése
Figyelmen kívül hagyva a adathordozó-specifikus hozzáférési és ütközésvezérlési előtagokat, a keretformátum általában:
| Oktett  | Szerep                                                 |
| ------- | ------------------------------------------------------ |
| 0       | vezérlő mező                                           |
| 1-2     | forráscím                                              |
| 3-4     | cél címe                                               |
| 5       | NPCI \| hossz                                          |
| 6-7     | Alkalmazási réteg protokoll információi \| adatok/APCI |
| 8 - N-1 | adat                                                   |
| N ≤ 22  | frame ellenőrzése                                      |

## Biztonság
A KNX táviratok aláírhatók vagy titkosíthatók a 2013-ban kifejlesztett protokoll kiterjesztésének köszönhetően. A KNX Data Secure a hagyományos KNX adathordozókon, a TP és RF, valamint a KNX IP Secure az IP-n keresztül továbbított KNX táviratok védelmére alkalmazható. A KNX Data Secure 2018-ban lett EN szabvány (EN 50090-3-4), a KNX IP Secure 2019-ben ISO szabvány (ISO 22510).

## Megfelelőség
Minden KNX védjeggyel ellátott terméknek akkreditált, harmadik fél tesztlaboratóriumai által tanúsítottnak kell lennie, hogy megfeleljen a szabványoknak (és ezáltal biztosítható az interoperabilis más eszközökkel).

## Fordítás
Ez a szócikk részben vagy egészben  a   KNX című angol Wikipédia-szócikk ezen változatának fordításán alapul.  Az eredeti cikk szerkesztőit annak laptörténete sorolja fel. Ez a jelzés csupán a megfogalmazás eredetét és a szerzői jogokat jelzi, nem szolgál a cikkben szereplő információk forrásmegjelöléseként.